# Jerry Only
Jerry Only właśc. Gerald Caiafa (ur. 21 kwietnia 1959) – amerykański basista rockowy, współzałożyciel grupy The Misfits.
Przydomek Only pochodzi od oryginalnego stroju, kolorowych włosów (jego znakiem rozpoznawczym jest charakterystyczna fryzura – devilock) i nieszablonowego zachowania, otrzymał go po nagraniu pierwszej płyty Cough/Cool.
Jerry Only od 1977 roku gra na gitarze basowej, a obecnie także śpiewa w zespole. Wraz z Glennem Danzigiem stanowią oryginalny trzon zespołu uzupełniony przez Doyle'a Wolfgang von Frankenstein, Dave'a Lombardo oraz Acey Slade.